# Плаха Володимир Миколайович
Володи́мир Микола́йович Пла́ха — капітан, Державна прикордонна служба України.

## Життєпис
У червні-липні 2014-го був у складі Київського зведеного загону прикордонників, брав участь у боях за Станицю Луганську.
Станом на лютий 2017-го — старший офіцер відділу персоналу, 10-й мобільний прикордонний загін.

## Нагороди
15 липня 2014 року — за особисту мужність і героїзм, виявлені у захисті державного суверенітету та територіальної цілісності України, вірність військовій присязі під час російсько-української війни, відзначений — нагороджений орденом «За мужність» III ступеня.